# Материализм и эмпириокритицизм
«Материализм и эмпириокритицизм. Критические заметки об одной реакционной философии» — главная работа В. И. Ленина по философии. Написано в феврале-октябре 1908 года, дополнение к § 1-му главы IV — в марте 1909 г. Напечатано в мае 1909 года в Москве отдельной книгой издательством «Звено» под псевдонимом Вл. Ильинъ, а в 1973 году в полном собрании сочинений В. И. Ленина.

## История написания
Книга написана в феврале-октябре 1908 года, дополнена в марте 1909 года. Поводом для её написания послужил «поход против философии марксизма»: "сборник статей В. А. Базарова, А. А. Богданова, А. В. Луначарского, Бермана, Гельфанда, Юшкевича, С. А. Суворова др. «Очерки по философии марксизма» (1908); затем книги: А. С. Юшкевича — «Материализм и критический реализм», Я. А. Бермана «Диалектика в свете современной теории познания», Н. В. Валентинова — «Философские построения марксизма».
По версии, бытовавшей в советской историографии, в это время большевистская фракция РСДРП защищала свою интерпретацию диалектического и исторического материализма от критики других марксистов, характеризуемых Лениным как ревизионисты. Именно с этой целью и была написана книга Ленина. В работе Ленин критикует философские течения эмпириокритицизма (махизма), неокантианства, прагматизма.

В мае 1908 года Ленин специально приезжает в Лондон для завершения книги, где работает в читальном зале Британского музея. Как указывает британский биограф Ленина Р. Сервис, Ленин «слишком быстро» ознакомился с трудами философов, которыми восхищался Богданов, в частности с работами известного австрийского физика и философа Эрнста Маха. Работа над книгой также не заняла много времени. На это же обстоятельство обращает внимание и Н. Валентинов:

Для этой книги, составленной с невероятной быстротой в Женеве, Ленин в Лондоне, в Британском музее, привлёк груду произведений. Мы находим у него выдержки и ссылки на Маха, Авенариуса, Петцольта, Карстаньена, Беркли, Юма, Гексли, Дидро, Вилли, Пуанкаре, Дюгема, Лесевича, Эвальда, Вундта, Гартмана, Фихте, Шуппе, Шуберт-Зольдерна, Дицгена, Фейербаха, Грюна, Ремке, Пирсона, А. Рея, Каруса, Освальда, Ланге, Риккерта и на легион других. За полгода, потраченные Лениным на составление книги, и тем более за три недели визитов в Британский музей, он не был в состоянии с должным вниманием прочитать множество книг неизвестных ему философов.

### Альтернативная версия
На основе архивных данных, открывшихся после падения власти КПСС в России, некоторые историки предлагают иную трактовку мотивов написания книги.
По мнению историка РСДРП Б. И. Николаевского, истинной подоплёкой теоретических работ Ленина периода 1907—1910 годов была внутрипартийная борьба, в том числе за контроль над финансовыми потоками «большевистского центра»:

На авансцене велись споры о «Махах и Авенариусах», печатались статьи с опровержением аргументации «бойкотистов» и «отзовистов» и т. д., а за кулисами шла ожесточённая борьба за влияние в БЦ, которая, в переводе на язык реального соотношения сил была борьбой за право распоряжаться секретными капиталами большевистской фракции. И только на фоне этой последней борьбы становятся понятными многие загадки, […] об идеологическом и политическом конфликте между Лениным и группою Богданова, Красина, Луначарского и др.

Эту же точку зрения развивает историк Ю. Г. Фельштинский. По мнению Фельштинского, книга была написана как формальный повод к разрыву Ленина с А. А. Богдановым — одним из трёх членов финансовой группы «большевистского центра». Истинной причиной разрыва, по мнению Фельштинского, стали разногласия по поводу контроля над значительными денежными суммами (более 280 тыс. золотых рублей), поступавшими большевикам по завещанию Шмита.

## Основное содержание

### Первая глава
В первой главе («Теория познания эмпириокритицизма и диалектического материализма.1») Ленин постулирует «различие двух основных линий в философии». Главным критерием этого различия является вопрос о соотношении ощущений и вещей. Материализм утверждает первичность вещи, а идеализм — первичность ощущения. Среднюю позицию пытается занять позитивизм, но из этого выходит только «путаный идеализм», который маскируется под реализм. Представителем собственно «материалистической линии» был Энгельс («Анти-Дюринг»). К идеализму Ленин относит взгляды физика Маха («Анализ ощущений»), для которого вещи есть «комплексы ощущений» (то есть единицы опыта). При этом махизм трактуется как «пережёвывание берклианства», то есть продолжение философии епископа Беркли, которую Ленин характеризует как солипсизм и субъективный идеализм. Термин «эмпириокритицизм» (то есть критика или разбор опыта) совпадает по смыслу с махизмом, но шире его по объёму, поскольку включает в себя учения Авенариуса, Пуанкаре, Дюэма и Пирсона, а также эмпириомонизм «русского махиста» Богданова.
Ленин возводит материализм Энгельса, Маркса и Фейербаха к точке зрения Дидро. Идеализм рассматривается им как «безмозглая философия», поскольку там «мысль существует без мозга». Эмпириокритицизм (новейшая разновидность идеализма) клеймится как фидеизм, «нелепая и реакционная теория», «учёно-философская тарабарщина», «профессорская галиматья» и «беспросветная схоластика». Материализм же (как точка зрения и линия в философии), по мнению Ленина, начинается с «признания» или «принятия» независимости источника наших ощущений от нашего сознания. Эта позиция базируется на «непреклонном убеждении» существования земли до человека. Ленин признаёт, что подобная позиция критикуется оппонентами как метафизическая за «выход за пределы опыта».

### Вторая глава
Вторая глава начинается с разбора нападок Чернова на Плеханова за допущение материи как вещи в себе. Ленин вновь возвращается к введённому Энгельсом различению материализма и идеализма, которые уже названы «лагерями». Он напоминает тезис материализма о существовании вещей, например, ализарина прежде сознания. Далее позиция Чернова клеймится как «претенциозный вздор» и «невежество». Вслед за Энгельсом Ленин утверждает возможность познания вещей-в-себе, противопоставляя материализм агностицизму. Критике подвергается Базаров за то, что им Энгельс «обработан под Маха, изжарен и подан под махистским соусом». Особо Ленин иронизирует над «трансцензусом» (переходом от ощущений к вещам), в котором агностики обвиняют материалистов. Далее рассматривается агностицизм Богданова, который отрицал объективный характер истины и усматривал в ней лишь «идеологическую форму». Ленин критикует это утверждение, так как оно допускает возможность разных, противоречащих друг другу истин. Здесь же Ленин даёт своё определение: «материя есть философская категория для обозначения объективной реальности, которая дана человеку в ощущениях его, которая копируется, фотографируется, отображается нашими ощущениями, существуя независимо от них». Материализм возводится к Демокриту, а идеализм к Платону. Релятивизму современных идеалистов Ленин противопоставляет диалектический материализм, который утверждает возможность постижения абсолютной истины. Примером истины является тезис, что Наполеон умер 5 мая 1821 года. Критерием истины является практика.

### Третья глава
Третья глава посвящена анализу работы Авенариуса «Критика чистого опыта», где сказано, что сам по себе опыт берут на вооружение как материалисты, так и идеалисты. Однако материалисты (Людвиг Фейербах) начинают с признания «объективной реальности внешнего мира» и его закономерностей. Если агностики (юмисты, кантианцы и махисты) берут опыт за первичную данность познания, то Ленин видит в нём «простое отражение природы». К агностикам Ленин относит «крупного физика и мелкого философа» Анри Пуанкаре. Познанием Ленин называет превращение вещей в себе в вещи для нас.

### Четвёртая глава
В четвёртой главе обнаруживаются кантианские корни эмпириокритицизма, в частности указывается связь «Критики чистого опыта» Авенариуса с «Критикой чистого разума» Канта. Главным отличием эмпириокритицизма является отказ от кантовского априоризма и допущения вещи в себе, что возвращает, по мысли Ленина, эту философию к юмовскому агностицизму и берклианству. В самом учении Канта обнаруживаются материалистические компоненты (вещь в себе), что позволяет Ленину назвать «новый поворот от Канта к агностицизму и идеализму» реакционным. Тогда как «школа Фейербаха, Маркса и Энгельса пошла от Канта влево, к полному отрицанию всякого идеализма и агностицизма». Впрочем, Ленин со ссылкой на Энгельса замечает, что агностицизм может выступать в роли «стыдливого материализма» (например, у Томаса Гексли). Далее подвергаются критике учёные-естествоиспытатели, которые даже являясь «крупнейшими величинами» в своей области (Гельмгольц) весьма «непоследовательны» в философии. Ленин даже в «навозной куче абсолютного идеализма» находит «жемчужное зерно» гегелевской диалектики, которая позволяет возвыситься современному диалектическому материализму над французским материализмом XVIII века. В свою методологию Ленин вносит ссылки на авторитеты (Маркс, Энгельс, Лафарг, Меринг, Каутский), заявляя, что его противники тоже используют авторитеты, только не социалистические, а буржуазные. Авторитеты при этом обладают гениальностью и прозорливостью (Энгельс). Если представители своей линии последовательны, то адепты враждебного лагеря разделяются на «ярых» и «стыдливых».

### Пятая глава
Пятая глава посвящена «новейшей революции в естествознании» (икс-лучи, лучи Беккереля, радий, родство света и электричества), которая способствует возрождению философского идеализма. В частности содержится ссылка на книгу Анри Пуанкаре «Ценности науки», где говорится о том, что «электронная теория материи» подрывает принципы сохранения вещества и энергии. В результате у физиков создается впечатление, что «атом дематериализуется», а «материя исчезла». Однако Ленин утверждает, что исчезает не сама материя, а лишь некоторые свойства (масса, инерция, непроницаемость), присущие некоторым её состояниям. Материя же сама по себе это объективная реальность. В новейших открытиях Ленин видит аргументы в пользу диалектического материализма против путаного идеализма. При этом Ленин настаивает на относительности понятия «'сущность' вещи» (электрон или эфир), однако он дистанцируется от релятивизма и не превращает тот же эфир в «рабочую гипотезу» или «символ». Например, «ощущение красного цвета отражает колебания эфира». Основным критерием различия диалектического материализма от релятивизма является «безусловное признание» (как оппозиция «отрицания»). Отклонения от этого признания становятся «вывертами» и «вздором».

### Шестая глава
В шестой главе поднимается тема «партийности» в философии. По определению Ленина, быть партийным в философии — значит рассматривать каждое философское учение в неразрывной связи с теми историческими условиями, которые его породили, и с теми классовыми интересами, тенденциями, которые оно в последнем счёте выражает. Последовательный марксист должен ставить вопрос только так: кому, какой общественной группе служит то или иное философское учение, теоретическое положение?
Ленин полагает, что попытка Богданова развить Маркса представляет собой искажение, фальсификацию, ревизию, отступление, засорение и отрицание марксизма. Такой подход выражает принцип партийности, когда философское направление превращается в военный лагерь, требующими «выдержанности» в борьбе с противоположным направлением. Всякий компромисс и примирение в этой ситуации оказывается скатыванием в «презренную партию середины».

## Значение

### В философии
Представитель неопозитивизма (третьего позитивизма) Карл Поппер был знаком с работой «Материализм и эмпириокритицизм» уже в юности, участвуя в её переводе на немецкий язык. Поппер, а особенно Имре Лакатос и Пол Фейерабенд, считали Ленина одним из предтеч фаллибилизма благодаря его интерпретации в «Материализме и эмпириокритицизме» идей Пьера Дюгема. Лакатос, ученик Поппера и выдающийся философ науки, развивал фаллибилизм в форме, близкой по духу ленинской трактовке соотношения объективной, абсолютной и относительной истины. Если Поппер фактически ограничивал фаллибилизм сферой нематематического знания, то Лакатос решительно распространял его и на область логико-математического знания. Ещё в своих ранних работах Лакатос рассуждает, упоминая иногда Ленина, о возможности бесконечного приближения разума к объективной реальности, её неисчерпаемости, о достижениях физики, связанных с признанием принципа историзма, о его ассимиляции в естественных науках в целом и т. п.
В важной для спекулятивного реализма работе французского философа Кантена Мейясу «После конечности: эссе о необходимости контингентности», как пишет британский философ Рэй Брасье (наряду с Мейясу, один из докладчиков на семинаре 2007 г. в лондонском колледже Голдсмитс, положившем начало «спекулятивному реализму»), «необходимо отметить поразительное сходство между атакой Мейясу на корреляционистский фидеизм в „Apres la finitude“ и критикой Лениным клерикального идеализма в работе „Материализм и эмпириокритицизм“ (1908, tr. A. Fineberg, Peking: Foreign Languages Press, 1972); особенно в Главе 1, разделы 2 и 3, где Ленин разносит ‘коррелятивистскую’ теорию субъекта и объекта, которую он прямо объединяет с ‘фидеизмом’… Хотя он и не упоминает его, ленинский трактат вполне мог быть источником вдохновения для книги Мейясу. То, что ‘коррелятивизм’, подвергнутый разгромной критике Лениным в 1908 г., пребывает в полной силе и спустя сто лет, является как свидетельством сохраняющейся актуальности вмешательства Ленина, так и гнетущим напоминанием о господствующем направлении в академической философии — на вид невозмутимом идеализме».
Мейясу, в частности, указывает, что граница между корреляционизмом (учтивым и разумным идеализмом, будь то трансцедентальный идеализм, феноменология, философия Хайдеггера или постмодернизм) и субъективным идеализмом (диким и грубым), граница, разделяющая Канта и Беркли — граница эта стирается в рассмотрении вопроса об ископаемой материи; исключение рационального основания метафизики (особенно в вариантах сильного корреляционизма Хайдеггера и Витгенштейна) оборачивается господствующей ролью фидеизма в современной мысли, а философия становится добровольной служанкой любой теологии.

### В СССР

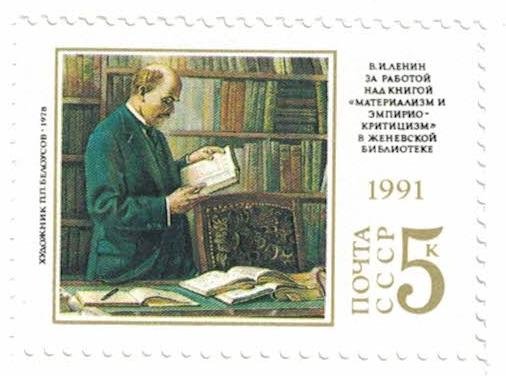
Почтовая марка с изображением В. И. Ленина в период работы над книгой «Материализм и эмпириокритицизм»

Как и другие труды Ленина, книга занимала важное место в советском идеологическом дискурсе. Её изучение входило в программы всех высших учебных заведений СССР по общественным предметам. От всех публикуемых научных работ требовалось соблюдение основных определений книги, что делало её, в ряду других трудов классиков марксизма, одним из инструментов идеологического контроля со стороны КПСС.

### Отзывы и рецензии
Карл Поппер приводит в пример данную работу как «интеллектуально сдержанную», доступную для понимания:
«Я антимарксист и либерал. Но тем не менее я признаю, что и Маркс, и Ленин писали одинаково просто и прямо. Что бы они сказали о напыщенности нео-диалектиков? Они бы нашли слово пожёстче, чем „напыщенность“. (На мой взгляд, книга Ленина против эмпириокритицизма — превосходнейшая)».
Оригинальный текст (англ.) I am an anti-Marxist and a liberal. But I admit that both Marx and Lenin wrote in a simple and direct manner. What would they have said of the pomposity of the neo-Dialecticians? They would have found harsher words than ‘pomposity’. (In my opinion, Lenin’s book against empirio-criticism is most excellent.)
А. А. Богданов в своём ответе на критику его взглядов Лениным в «Материализме и эмпириокритицизме» указывал на религиозный характер мышления Ленина. "Сталин, известный тогда еще только как Коба, писал другому грузину-большевику, что в ответном памфлете Богданова «Вера и наука» были очень верно подмечены «отдельные промахи Ильича»", - отмечает проф. ВШЭ Георгий Джемалович Гловели.